# Средиземноморская смарида
 Средиземноморская смарида, или мендола, или обыкновенная мена, или мэнола (лат. Spicara maena) — вид морских лучепёрых рыб из семейства спаровых (Sparidae).
Распространены в восточной Атлантике у берегов Португалии, Марокко и Канарских островов, а также в Средиземном и Чёрном морях. Обитают на глубине от 15 до 130 м.

## Описание
Тело удлинённое, сжатое с боков, довольно высокое, покрыто ктеноидной чешуёй. Рыло заострённое, без чешуи. Верхняя челюсть выдвижная. На обеих челюстях несколько рядов мелких конических зубов. В передней части нижней челюсти 2—3 пары клыков. На сошнике зубы всегда есть, расположены пучком или в продольный ряд, на нёбе зубов нет. В жаберной перепонке шесть лучей. На первой жаберной дуге 28—34 жаберных тычинок.
Один длинный и высокий спинной плавник с 10—12 жёсткими колючими и 10—11 мягкими лучами. В анальном плавнике 3 колючих и 8—10 мягких лучей. Грудные плавники длиннее брюшных. Брюшные плавники с 1 колючим и 5 мягкими лучами, в основании имеется хорошо выраженная чешуйчатая лопастинка. Хвостовой плавник выемчатый. В боковой линии 70—77 чешуй. Позвонков 23—25

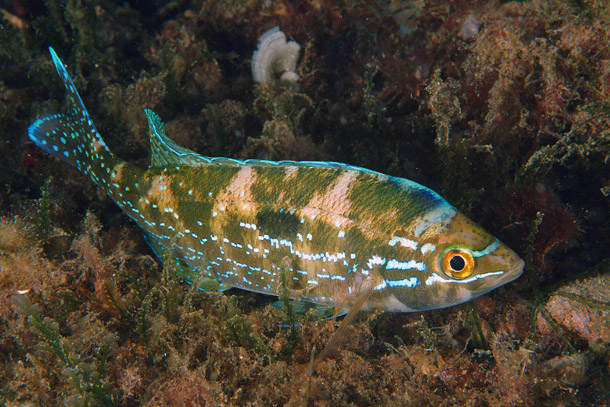
Самец в нерестовый период

Спина голубовато-серая или фиолетовая, бока серебристые. Спинной плавник голубовато-серый. Брюшные плавники беловато-серые. На теле в области окончаний грудных плавников тёмное пятно четырёхугольной формы. В нерестовый период появляется брачный наряд: у самцов спина и бока становятся зеленовато-бурыми, на боках и голове появляются голубые пятна и линии, спинной плавник становится тёмно-синим, на перепонках между лучами появляются синие пятна. Анальный плавник оранжевый или жёлтый с синими пятнами; грудные — жёлто-оранжевые; брюшные — жёлтые с синей полосой на колючем луче. У самок окраска спины меняется на оливково-бурую, все плавники становятся розовато-оранжевыми, синие пятна на теле и плавниках не появляются.
Максимальная длина тела самцов 25 см, а самок — 21 см, обычно до 14 см.

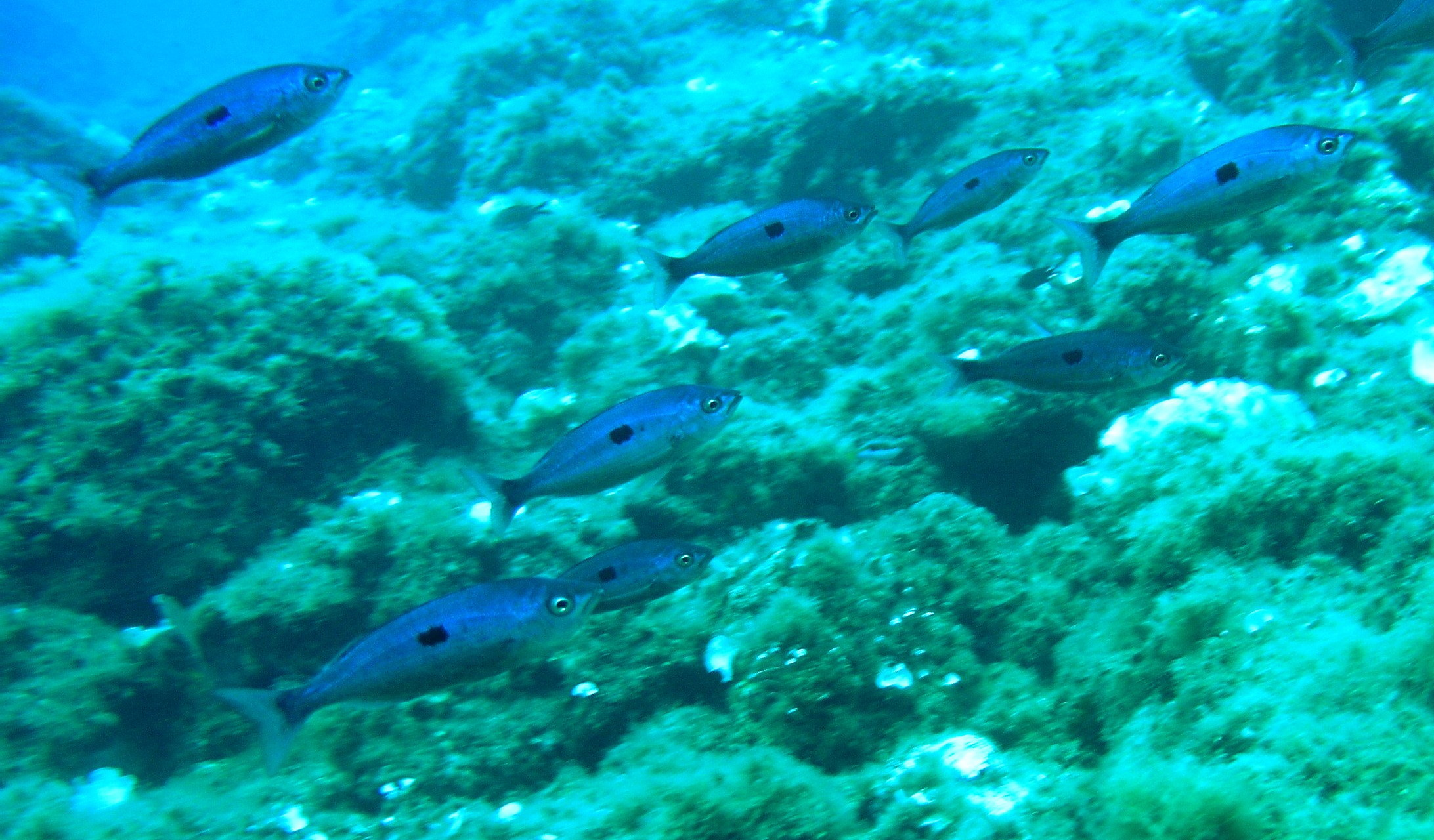
Стайка мэнол

## Биология
Средиземноморская смарида — стайная, бентопелагическая, сублиторальная рыба, обитает над песчаными и илистыми грунтами и в зарослях посидоний на глубине от 15 до 130 м, чаще не глубже 100 м.

### Размножение
Мэнола является протогиническим гермафродитом. В начале жизненного цикла все особи представлены исключительно самками, а по мере роста превращаются в самцов. В Эгейском море самки впервые созревают в возрасте двух лет при длине тела 11,5 см, а самцы — на втором году жизни при длине тела 13,1 см. Смена пола происходит при длине тела 14,5—15 см. После достижения длины тела около 18 см все особи являются самцами. Нерестятся в марте—июне. В Адриатическом море смена пола происходит при длине тела 17,5—18 см, а все особи представлены самцами при длине тела более 19,8 см. Нерестятся в августе—сентябре.
Икрометание единовременное. Плодовитость 4—18 тысяч икринок. Перед нерестом самец строит гнездо в песчаном грунте, заросшем взморником.

### Питание
Питаются придонными беспозвоночными и зоопланктоном.

## Хозяйственное значение
Средиземноморская смарида имеет незначительное промысловое значение. Специализированный промысел не ведётся. Попадается в донные тралы, жаберные сети и яруса. Реализуется в свежем виде.